# M242 Bushmaster
Pour les articles homonymes, voir Bushmaster.
Le M242 Bushmaster est un canon automatique (Chain gun) chambré en 25 mm, fabriqué par la firme McDonnell Douglas depuis 1981. 
Cette firme, aujourd'hui incorporée dans Boeing, en a produit plus de 10 000 exemplaires pour armer notamment le LAV-25 et des navires patrouilleurs de l'US Navy. La firme ATK en a repris la fabrication. Des versions améliorées, tel le Bushmaster III, sont produites.

## Description

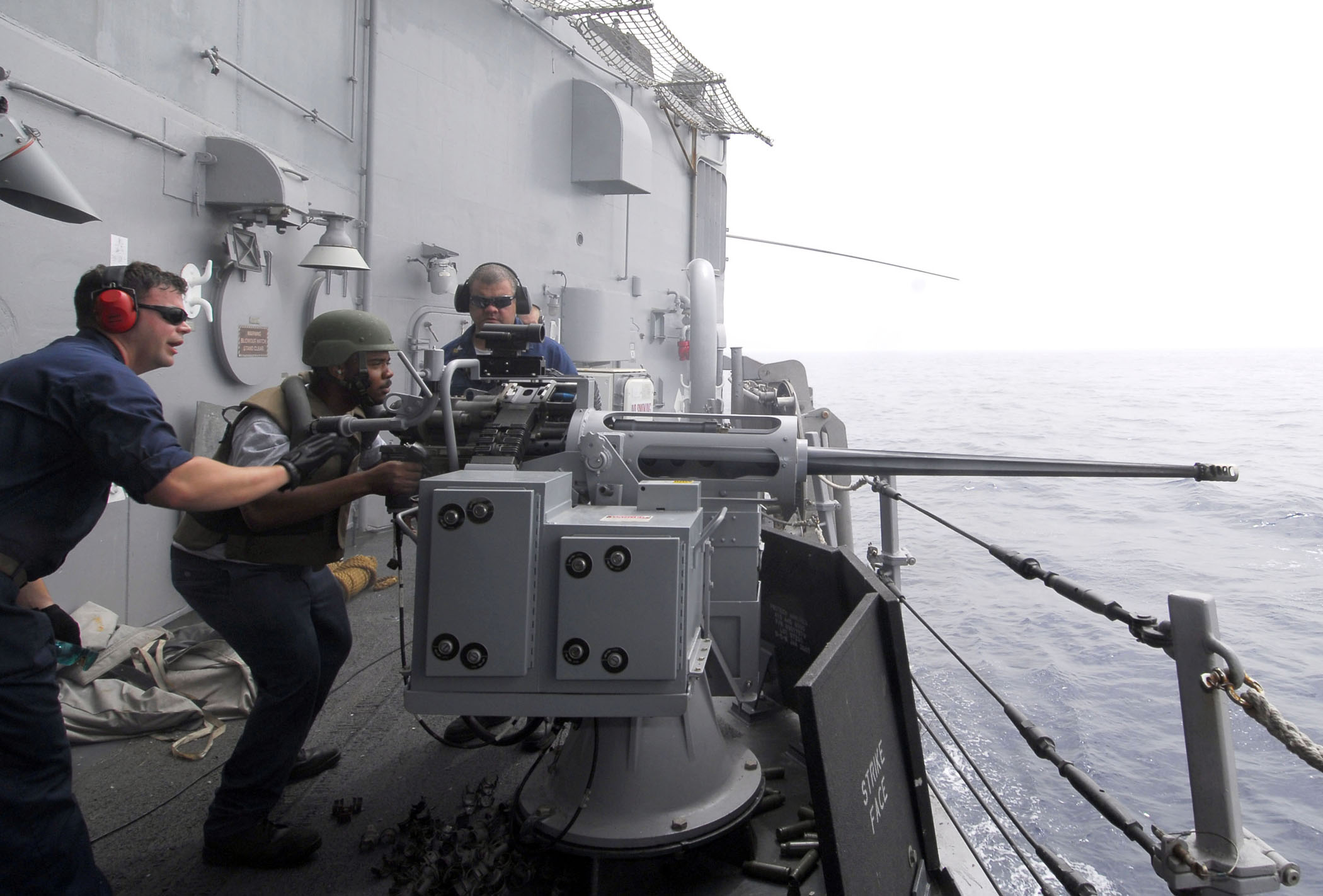
Canon automatique Mk38, version navale du M242 Bushmaster.

Le M242 est un canon automatique commande de tir déportée, dont le cycle de tir n’est pas entretenu par un système d’emprunt de gaz ou par l’action du recul, mais par une chaîne reliée à un moteur électrique externe de 1,5 ch, d’où son nom de « Chain gun ». Il est également doté d’un système de double chargement: les munitions sont réparties en deux bandes, ce qui permet au tireur d’alterner entre deux types de munitions sans avoir à effectuer de manipulation sur l’arme.

## Munitions
Le M242 tire des obus de calibre standard OTAN 25 × 137 mm. Ainsi, bien que les États-Unis aient développé une gamme d’obus spécifique au M242, le canon peut également utiliser les munitions de n’importe quel autre arme conforme au même standard, comme l’Oerlikon KBA.

### M791
Le M791 est un obus flèche à cœur de tungstène (APDS-T), dont la vitesse en sortie de bouche est de 1 345 m/s, pour une portée supérieure à 2 000 m ; il est utilisé principalement contre les blindés légers.

### M792
Obus explosif incendiaire (HEI-T) ayant une vitesse de sortie de bouche de 1 100 m/s, le M792 peut atteindre une portée maximale de 3 000 m et est utilisé contre les véhicules non-blindés, les aéronefs, les bâtiments et l’infanterie. À l’impact, les trente grammes d’explosif qu’il contient projettent des éclats mortels dans un rayon de près de cinq mètres, tandis que son traceur peut également avoir un effet incendiaire. La fusée se déclenche non seulement à l’impact, mais également lorsque l’obus effleure un obstacle situé sur son trajet ; un dispositif de sécurité fait par ailleurs exploser l’obus lorsqu’il atteint sa portée maximale.

### M919
Le M919 a été introduit en 1991 et est un obus flèche comme le M791, mais son cœur est en uranium appauvri, lui permettant de perforer plus de 30 mm de blindage incliné à 60° à 2 000 m, ce qui est suffisant pour détruire certains chars en attaquant par le côté ou l’arrière.

## Variantes

### Mk38
La Mk38 est la version navale du M242. Elle équipe l’US Navy avec près de 4 000 exemplaires en 2012. À cette date, la Mk38 Mod.3 entre en service.
Elle est intégrable à n’importe quelle plate-forme navale, du patrouilleur au porte-avions. Entièrement stabilisé, elle est doublée d’une mitrailleuse coaxiale en calibre 7,62 mm. Sa boule optronique intègre une visée jour/nuit qui permet tant le tir que la surveillance des flots alentour ou du pont.

## Engins militaires équipés du M242 Bushmaster
- LAV-25
- VBL III
- Plusieurs véhicules de la famille Bradley